# Santa Marinella
Santa Marinella – miasto i gmina we Włoszech, w regionie Lacjum, w prowincji Rzym. Według danych z lutego 2010 r. gminę zamieszkiwało 18 183 osób, 369 os./km².